# Inga xinguensis
Inga xinguensis é uma espécie vegetal da família Fabaceae.
Apenas pode ser encontrada no Brasil.